# Région de Calgary

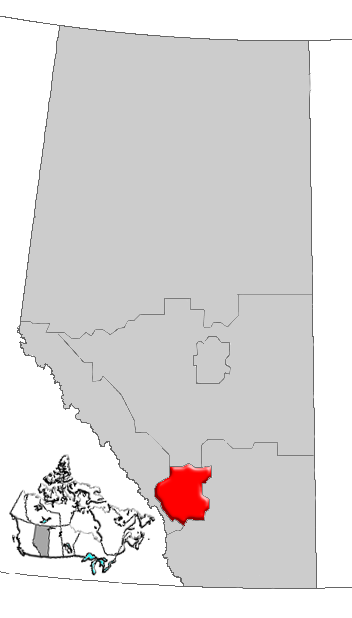
Région de Calgary

La région de Calgary (en anglais : Calgary Region) est une région métropolitaine de recensement de la province canadienne d'Alberta comprenant notamment la grande ville (city) de Calgary.

## Démographie
| 2001    | 2006      | 2011      | 2016      |
| ------- | --------- | --------- | --------- |
| 951 494 | 1 079 310 | 1 214 839 | 1 392 609 |